# ترانسفورماتور راه‌انداز

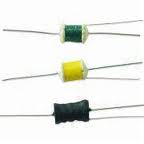
انواع ترانسفورماتور راه‌انداز کوچک. طرف دوشاخ مرتبط با سیم‌پیچ اولیه و سیم تکی طرف ثانویه ولاژ بالا است.

ترانسفورماتور راه‌انداز (Trigger) حجم آن کوچک و معمولاً با هسته فریت است این ترانسفورماتور در زمینه‌هایی کاربرد دارد که به تپش (پالس) ولتاژ بالا در جهت تحت فشار قراردادن و شروع یونیزاسیون گاز نیاز است. ایجاد پالس ولتاژ بالا باعث می‌شود مقاومت گاز شکسته شود و جریان الکتریکی برقرار گردد. 